# Acanthacorydalis imperatrix
Acanthacorydalis imperatrix är en insektsart som beskrevs av Navás 1917. Acanthacorydalis imperatrix ingår i släktet Acanthacorydalis och familjen Corydalidae. Inga underarter finns listade i Catalogue of Life.